# 2008 European Vacation Tour
2008 European Vacation Tour – trasa koncertowa zespołu Metallica z 2008 roku, obejmująca Stany Zjednoczone i Europę, w jej trakcie odbyło się dwadzieścia siedem koncertów.

## Stany Zjednoczone – część 1
1. 14 maja 2008 – Los Angeles – Wiltern Theatre
2. 16 maja 2008 – Tucson, Arizona – KFMA Day
3. 17 maja 2008 – Irvine, Kalifornia – KROQ Weenie Roast

## Europa – część 1
1. 28 maja 2008 – Chorzów, Polska – Stadion Śląski
2. 30 maja 2008 – Landgraaf, Holandia – Pinkpop Festival
3. 31 maja 2008 – Getafe, Hiszpania – Electric Weekend Festival
4. 3 czerwca 2008 – Praga, Czechy – Synot Tip Aréna
5. 5 czerwca 2008 – Lizbona, Portugalia – Rock in Rio Festival
6. 7 czerwca 2008 – Nürburgring, Niemcy – Rock am Ring Festival
7. 8 czerwca 2008 – Norymberga, Niemcy – Rock Im Park Festival

## Stany Zjednoczone – część 2
1. 12 czerwca 2008 – Nashville, Tennessee – The Basement
2. 13 czerwca 2008 – Manchester, Tennessee – Boonaro Music Festival

## Europa – część 2
1. 16 lipca 2008 – Bergen, Norwegia – Bergenhus Festning
2. 18 lipca 2008 – Sankt Petersburg, Rosja – Kompleks Sportowo-Koncertowy
3. 20 lipca 2008 – Ryga, Łotwa – Stadion Skonto
4. 22 lipca 2008 – Bolonia, Włochy – Parco Nord
5. 23 lipca 2008 – Bukareszt, Rumunia – Stadion Cotroceni
6. 25 lipca 2008 – Sofia, Bułgaria – Stadion Narodowy im. Wasiła Lewskiego
7. 27 lipca 2008 – Stambuł, Turcja – Stadion im. Alego Sami Yena

## Stany Zjednoczone – część 3
1. 9 sierpnia 2008 – Frisco, Teksas – Pizza Hut Park

## Europa – część 3
1. 14 sierpnia 2008 – Arras, Francja – Grand d'Arras
2. 15 sierpnia 2008 – Hasselt, Belgia – Pukkelpop Festival
3. 17 sierpnia 2008 – Jonschwill, Szwajcaria – Degenaupark
4. 20 sierpnia 2008 – Dublin, Irlandia – Marlay Park
5. 22 sierpnia 2008 – Leeds, Wielka Brytania – Leeds Festival
6. 24 sierpnia 2008 – Reading, Wielka Brytania – Reading Festival